# Valencia (Santa Clarita)
Pour les articles homonymes, voir Valencia.
Valencia est une ancienne ville planifiée américaine, intégrée à la ville de Santa Clarita, dans le comté de Los Angeles, en Californie, au nord-ouest de la vallée de Santa Clarita, à côté de l’Interstate 5.
Santa Clarita est classée comme l'un des 100 meilleurs lieux de vie américain par le magazine Money. Valencia est la ville où se situe le parc d’attractions Six Flags Magic Mountain ; elle se situe également à proximité du parc aquatique Hurricane Harbor.

## Historique
Valencia a d’abord été prévue dans les années 1960 par la Newhall Land and Farming Company. Son développement a débuté dans les années 1960 et continue encore de nos jours.
En 1987, elle fait partie des quatre communautés indépendantes (avec Saugus, Newhall et Canyon Country qui ont fusionné pour créer la ville de Santa Clarita.

## Description
Valencia est remarquable pour ses boulevards paysagés qui relient immeubles d’habitation, maisons unifamiliales, centres commerciaux, parcs de bureaux et entrepôts industriels.
Elle possède également un vaste réseau de passerelles et passages sur et sous les boulevards. Ces voies sont appelés paseos. Ces paseos permettent de se déplacer dans Valencia sans avoir à traverser de rues. Les propriétaires terriens de la région de Valencia payent des impôts spéciaux pour maintenir l’aménagement paysager et le système de paseos.
Les zones résidentielles de Valencia sont séparés en villages, chacun avec son propre style de vie. La quasi-totalité des villages de Valencia sont à proximité des écoles, magasins, etc. Dans de nombreux villages, des syndicats de copropriété supervisent la qualité et l'entretien des ensembles de logements dont la taille varie de quelques dizaines de maisons à plus d’un millier. De nombreux villages ont également un programme de surveillance de quartier.

## Enseignement
Plusieurs grandes écoles sont situées à Valencia :
- le California Institute of the Arts ;
- le College of the Canyons (en) ;
- le The Master's College (en) ;
- la Valencia High School (en).

## Dans la culture populaire
- Dans la 4e saison de la série télévisée 24 heures chrono, Valencia était le nouveau domicile de la fille de Jack Bauer, Kim, et son fiancé Chace.
- Dans la 6e saison de la série télévisée 24 heures chrono, Valencia était le ground zero d’une explosion nucléaire et a été détruite.
- Le parc à thème « Wally World » dans le film National Lampoon's Vacation (en) est en fait tourné au Six Flags Magic Mountain à Valencia.
- La série télévisée Weeds a été filmé à Valencia et à la communauté voisine de Stevenson Ranch.
- Valencia a été un lieu de tournage de la série télévisée Power Rangers pendant huit saisons, de 1993 à 2001.
- L’explosion dans la station essence du film Christine a été filmé sur un terrain vacant à Valencia.
- La scène de la station essence dans Little Miss Sunshine a été filmée à Freeway Chevron sur Lyon Ave.
- Dans Twilight, l’hôtel où Bella (Kristen Stewart), Jasper (Jackson Rathbone) et Alice (Ashley Greene) sont allés se situait à Valencia.
- La série télévisée américaine The Office est filmée à Valencia..
- L'acteur Paul Walker de la saga de film Fast and Furious y est décédé en 2013